# Andělé Slunce
Andělé Slunce je brazilský dramatický film z roku 2006 režiséra Rudiho Lagemanna. Pojednává o vysoké kriminalitě v Brazílii a dětské prostituci. Film je založen na skutečných událostech.

## Děj
Hlavní hrdinkou je dvanáctiletá, negramotná Brazilka Maria, která je vlastními rodiči prodaná bohaté madame Nazaré, kde má získat práci a lepší život. Madame Nazaré však pod záminkou lepší práce shání chudé dívky z celé Brazílie za účelem obchodu s bílým masem. Marie je s další dívkou prodaná bohatému statkáři, který ji využije, aby s ní jeho patnáctiletý syn přišel o panictví. Poté ji prodá za velké peníze do nevěstince někde uprostřed Amazonie. Pasák Saraiva tam drží nespočet dívek bez ohledu na jejich vůli, zdraví či věk a prodává je tamním dělníkům ve zlatých dolech. Útěk je prakticky nemožný, protože všude kolem je jenom neprostupný prales a zdejší obyvatelé se Saraivem znají a uprchlé dívky by mu bez problémů vydali. Při pokusu o útěk je Mariina kamarádka dokonce i zaživa usmýčená. Marie se přesto znovu pokusí o útěk a požádá o pomoc dívku Celeste, která mimochodem se Saraivem čeká miminko. Ta ji poradí, co a jak. Marie se dostane z pralesa ven na silnici, odkud ji odveze řidič, který zrovna jede kolem. Marie se dostává na čerpací stanici, kde se spojí s Verou, Celestinou známou, ta ji odveze do Ria de Janeira. Tam má Marie pocit, že se konečně dostala do bezpečí. Po chvíli si však uvědomuje, že jí Vera pomohla jen proto, aby jí díky prostituci vydělala peníze. Marie se má stát luxusní prostitutkou prodávanou Němcům a Francouzům, kteří tam jezdí. Marie proto znovu utíká a skrývá se pod jménem Isabele. Její osud není ovšem znát, neboť na konci ji vidíme pouze nastupovat do automobilu k neznámému řidiči.

## Obsazení
- Antonio Calloni ............ Saraiva
- Otávio Augusto ............. Lourenço
- Darlene Glória ............. Vera
- Vera Holtz ................. Madame Nazaré
- Fernanda Carvalho .......... Maria
- Chico Díaz ................. Tadeu
- Bianca Comparato ........... Inês
- Mary Sheila ................ Celeste
- Caco Monteiro .............. Truck Driver
- Antônio Gonzalez ........... Jet Pilot
- Evelin Buchegguer .......... Mariina matka
- Rui Manthur ................ Mariin otec
- Maurício Gonçalves ......... zdravotník